# Ваља Крангулуј (Прахова)
Ваља Крангулуј (рум. Valea Crângului) насеље је у Румунији у округу Прахова у општини Урлаци. Oпштина се налази на надморској висини од 181 m.

## Становништво
Према подацима из 2002. године у насељу је живело 356 становника.

### Попис2002.
| Расподела становништва по националности 2002.‍ | Расподела становништва по националности 2002.‍ | Расподела становништва по националности 2002.‍ | Расподела становништва по националности 2002.‍ | Расподела становништва по националности 2002.‍ |
| --------------------------------------------- | --------------------------------------------- | --------------------------------------------- | --------------------------------------------- | --------------------------------------------- |
|                                               |                                               |                                               |                                               |                                               |
| Румуни                                        | Румуни                                        |                                               | 331                                           | 93,0%                                         |
| Роми                                          | Роми                                          |                                               | 25                                            | 7,0%                                          |